# Amaliapark (Utrecht)
Het Amaliapark is gelegen in de Utrechtse wijk Leidsche Rijn. Het Amaliapark is een ontwerp van HNS Architecten. 
Bij het ontwerpen van het park was een complicerende factor dat de bodem zeer veel archeologische waardes bevatte. In eerste instantie heette het park daarom ook Groot Archeologiepark. In de bodem liggen de restanten verborgen van een nederzetting uit de Romeinse tijd. Om deze nederzetting zo goed mogelijk te conserveren mag de bodem niet verstoord worden. Daarom is in het ontwerp gekozen voor oppervlakkig wortelende bomen en is er op sommige plekken gekozen voor ophoging van de aarde. Dit zorgt ervoor dat het park een enigszins glooiend uiterlijk heeft. Het park heeft sinds 2010 de status van rijksmonument.
Het park wordt gedomineerd door de aanwezigheid van een atletiekbaan. In 2019 presenteerde de gemeente Utrecht plannen om het park te renoveren. In het nieuwe ontwerp zou de atletiekbaan verdwijnen. Na protesten en een handtekeningenactie werd uiteindelijk besloten om de baan toch te behouden.
Amaliapark · Park De Balije · Park Bloeyendael · Park de Gagel · Griftpark · Hogelandsepark · Park Hoge Weide · Julianapark · Klokkenveld · Kromme Rijnpark · Majellapark · Máximapark · Moreelsepark · Park Nieuweroord · Niftarlakepark · Noorderpark · Nynkeplantsoen · Oorsprongpark · Park Oosterspoorbaan · Oranjepark · Park De Groene Kop · Park Leeuwesteyn · Park Oog in Al · Park Transwijk · Rosarium (Oudwijk) · Sterrenbos · Park Tivoli · Van Heukelompark · Vechtzoompark · Park Voorn · Park de Watertoren · Wilhelminapark · Willem Alexanderpark · Zocherpark